# فرنسيسكو لوبيز
فرنسيسكو لوبيز (بالإسبانية: Francisco Javier López Castro) (3 مارس 1964 برشلونة إسبانيا - ) هو لاعب كرة قدم إسباني يلعب كمدافع.